# 武部文
武部 文（たけべ ぶん、1920年（大正9年）10月7日 - 2001年（平成13年）4月24日）は、日本の政治家。日本社会党衆議院議員(7期)。

## 来歴
鳥取県米子市出身。1938年（昭和13年）鳥取県立米子商蚕学校（現鳥取県立米子南高等学校）商業科卒。1945年（昭和20年）米子郵便局に入局。1955年（昭和30年）鳥取県総評議長に就任し10期務めた。
1963年（昭和38年）第31回衆議院議員総選挙で鳥取県全県区から日本社会党公認で出馬し次点で落選。1967年（昭和42年）第31回総選挙で初当選。1986年（昭和61年）の第38回総選挙で落選。1990年（平成2年）第39回総選挙で復帰。1993年（平成5年）第40回総選挙に出馬せず引退した。衆議院議員は通算7期務めた。2001年死去。

## 栄典
- 1992年、勲二等旭日重光章受章[1][6]。